# L'Annonce

L'Annonce est un téléfilm français réalisé par Julie Lopes-Curval, d'après le roman éponyme de Marie-Hélène Lafon (paru en 2009), qui a été diffusé le 19 février 2016 sur Arte.

## Synopsis
Annette (Alice Taglioni), manutentionnaire dans un supermarché, vit à Bailleul dans le Nord, avec son fils Éric, séparée de Didier, alcoolique qui purge une peine de prison. À la suite de la découverte d'une petite annonce, elle rencontre Paul (Éric Caravaca), fermier en Auvergne. Va-t-elle quitter sa région, la proximité avec sa mère Jacqueline (Hélène Vincent), sa vie habituelle, pour rejoindre cette ferme éloignée de tout, en plein hiver ?

## Fiche technique
- Réalisatrice : Julie Lopes-Curval
- Scénario : Julie Lopes-Curval et Sophie Hiet d'après le roman éponyme de Marie-Hélène Lafon
- Image : Céline Bozon
- Montage : Muriel Breton
- Musique : Fredericlo
- Date de diffusion : 19 février 2016  sur Arte
- Durée : 89 minutes

## Distribution
- Alice Taglioni : Annette
- Éric Caravaca : Paul
- Claude Perron : Nicole (la sœur de Paul)
- Hélène Vincent : Jacqueline (la mère d'Annette)
- Christian Bouillette : Antoine (l'oncle de Paul et de Nicole)
- Émilien Mathey : Éric (le fils d'Annette)
- Cédric Appietto : Didier (le compagnon d'Annette, père d'Éric)
- Marc Citti : François (ami de Paul)
- Vincent Deniard : Richard (le « garagiste », ami de Paul)
- Julie Moulier : Deborah (une collègue du supermarché, amie d'Annette)
- David Colombo-Léotard : Vivien
- Delphine Grept : La gérante du supermarché
- Meriem Serbah : La juge
- Carole Rochelle : Copine supermarché
- Elsa Bouchain : Copine supermarché

## Tournage
Durant trois semaines, le tournage s'est déroulé durant l'hiver enneigé de février 2015, à Picherande, dans le Puy-de-Dôme, en Auvergne. L'autrice du roman, Marie-Hélène Lafon s'est rendue sur le lieu du tournage.

## Point de vue de l'autrice
Dans une interview au journal La Montagne en février 2016, Marie-Hélène Lafon indique : 

« Mon travail est repris, malaxé, ruminé et Julie Lopes-Curval l’emmène ailleurs. [...] La réalisatrice montre de l’attention et beaucoup de respect. Elle n’est pas dans le jugement. D’ailleurs, c’était indispensable. Si je n’avais pas senti ce respect chez elle, je ne lui aurais pas fait confiance. [...] Dans le film, on voit beaucoup de gestes, des repas, des scènes dans l’étable, c’est un cinéma qui montre, qui incarne, il est très en résonance avec ce que je tente de faire dans l’écriture. »

## Récompense
- Meilleure réalisation pour Julie Lopes-Curval au Festival de la fiction TV de La Rochelle 2015[3]